# Hotel Caro
"Hotel Caro" é uma canção gravada pelos cantores brasileiros Baco Exu do Blues e Luísa Sonza. Composta por ambos os artistas e produzida por Marcelo Dalamare, JZL e Dactes. Foi lançada como single em 12 de junho de 2022 junto à um videoclipe.
É a primeira colaboração entre Luísa e Baco. Os dois se juntaram novamente em "Surreal", faixa do terceiro álbum de estúdio dela, Escândalo Íntimo (2023).

## Lançamento e composição
No começo de junho de 2022, Luísa e Baco anunciaram o single para o dia 12 do mesmo mês, que é o Dia dos Namorados no Brasil. A canção, sendo um R&B, aborda o fim de um relacionamento que foi bom. A ironia na data é que neste dia se comemora, obviamente, o namoro, enquanto "Hotel Caro" fala sobre término.

## Recepção
No dia de estreia, figurou entre as 200 canções mais escutadas da Spotify Brasil. Apenas dois dias depois, a canção já somava mais de 600 milhões de reproduções somente na plataforma.

## Apresentação ao vivo
Em 24 de junho de 2022, na cidade do Rio de Janeiro, Luísa e Baco cantaram, pela primeira vez, ao vivo "Hotel Caro".
A canção faz parte de cinco turnês de Luísa: de 2021 à 2023 na Turnê Doce 22, Baile da Braba, Baile da Anaconda e Turnê O Conto dos Dois Mundos e, atualmente, está presente na Turnê Escândalo Íntimo.

## Faixas e formatos
| Download digital / streaming |              |         |  |
| N.º                          | Título       | Duração |  |
| 1.                           | "Hotel Caro" | 3:41    |  |

## Créditos
Lista-se abaixo os profissionais envolvidos na elaboração de "Hotel Caro", de acordo com o YouTube Music:
- Baco Exu do Blues: vocalista principal, composição
- Luísa Sonza: vocalista principal, composição
- Marcelo Delamare: produção
- JZL: produção
- Dactes: produção, masterização, engenharia de mixagem
- Luciano Scalercio: masterização, engenharia de mixagem

## Desempenho nas tabelas musicais
| Tabela musical (2022)           | Melhor posição |
| ------------------------------- | -------------- |
| Brasil (Billboard Brazil Songs) | 10             |

## Histórico de lançamento
| Região | Data                | Formato(s)                   | Gravadora | Ref.  |
| ------ | ------------------- | ---------------------------- | --------- | ----- |
| Mundo  | 12 de junho de 2022 | Download digital · streaming | 999       | [ 8 ] |